# Chiesa di San Vincenzo (Trescore Balneario)
La chiesa di San Vincenzo martire conosciuta anche come San Vincenzo della Torre è un luogo di culto cattolico della località Torre di Trescore Balneario e conserva parti strutturali risalenti al IX secolo.

## Storia
Il piccolo edificio di culto è posto nel primo nucleo abitato del territorio, la sua parte più antica risalirebbe al periodo carolingio come indica la dedicazione a san Carpoforo, soldato romano che fu martirizzato e probabilmente giustiziato a Como con altri cinque compagni: Essanto, Cassio, Severino, Secondo e Licinio. La sua dedicazione risulta inserita in una pergamena dell'830.
La prima indicazione della chiesa risale al 1121 quando risulta essere chiesa sussidiaria del monastero di San Paolo di San Paolo d'Argon, periodo in cui la chiesa fu oggetto di un ampliamento con materiale in pietra calcarea lavorata, squadrata e levigata.
Nella chiesa si celebrava messa solo il giorno del santo patrono e gli arredi liturgici dovevano essere forniti e messi a disposizione dai monaci di San Paolo. Questi dovevano provvedere alla cura della zona cimiteriale perché fosse protetta dagli animali.

## Descrizione

### Esterno
L'ottimo stato di conservazione dell'edificio, ha permesso la ricostruzione storica della struttura, unica sul territorio. La parte più antica sarebbe riferibile all'antica chiesa di san Carpofaro composta in ciottoli e pietre di misura molto piccola disposti in maniera orizzontale regolare e assemblati con molta malta, differente da quelli posti nell'altra parte del fabbricato che presentano stilemi chiaramente romanici che si compongono in conci di pietra sagomati e legati con poca malta. La parte absidale ospita una monofora tamponata ma composta nel medesimo modo con particolare dedicazione all'archivolto, anche questa di caratteristiche differenti rispetto alle altre strutture romaniche del territorio che presentano quasi sempre la presenza di tre monofore strombate. Una lastra poi posta nel portale settentrionale presenta incisioni dedicatorie riferibili al medesimo tempo. Il portale posto sulla facciata a nord è completo di architrave con lunetta, ha caratteristiche uniche nell'arte romanica.
La parete a ovest presenta un'apertura circolare con contorno in laterizio. Questa parte muraria si compone in ciottolato di fiume disposto a lisca di pesce e risalirebbe al Trecento.

### Interno
L'interno a unica navata è diviso da arconi in tre campate con copertura in travi di legno a vista, e termina con la zona presbiteriale completo dell'altare con pala donata dal monastero di San Paolo nel 1780 raffigurante l'Incoronazione di Maria. 
Una lastra tombale è conservata accanto all'ingresso riportante un'iscrizione latina risalente probabilmente al periodo romano, mentre una successiva lastra datata 1489 sarebbe stata recuperata durante i lavori di restauro e mantenimento del Novecento.